# 钱瑗
钱瑗（1937年5月19日—1997年3月4日），英国牛津出生，祖籍江蘇無錫，中國著名學者兼作家錢鍾書和楊绛獨生女，北京师范大学英文系教授。

## 生平
錢瑗是著名學者兼作家錢鍾書和楊绛在英国牛津大學时所生的独生女儿，小名“圓圓”。祖父錢基博稱她是“讀書種子”，外公楊蔭杭則說她“過目不忘”，錢鍾書說她：“剛正，像外公；愛教書，像爺爺。”她和父親錢鍾書最親。楊絳《我們仨》裡寫“錢瑗和爸爸最‘哥們’，鍾書說女兒像她。”楊絳稱其是自己“平生唯一傑作”。
1959年，錢瑗畢業於北京師範大學俄語系，並留校任教。她精通英、俄兩種語言，1966年，從事英語教學。
1968年，31歲的錢瑗曾和北師大校友王德一結婚。兩年後，33歲王德一因被安上了「炮打林副統帥」的罪名而不斷被批鬥，最終王德一在隔離室北面窗戶的暖氣管下自殺身亡。夏志清說王得一乃錢鍾書为王德一取的别名（典出《老子》第三十九章），王德一是錢瑗大學同屆同學，歷史系畢業。王德一並非工人，而是一位大学教師。
1974年，37歲的錢瑗和比她大十歲的建築物師楊偉成結婚，楊偉成是著名结构工程大师杨宽麟之子。
1997年3月4日，錢瑗因骨癌病逝北京，享年59歲。當時钱锺书也在哮喘、腱鞘炎、输尿管肿瘤、膀胱癌、胃肿瘤中煎熬，楊絳爲了不讓丈夫難過，瞞了好久才將此事吐露。